# 加长轿车

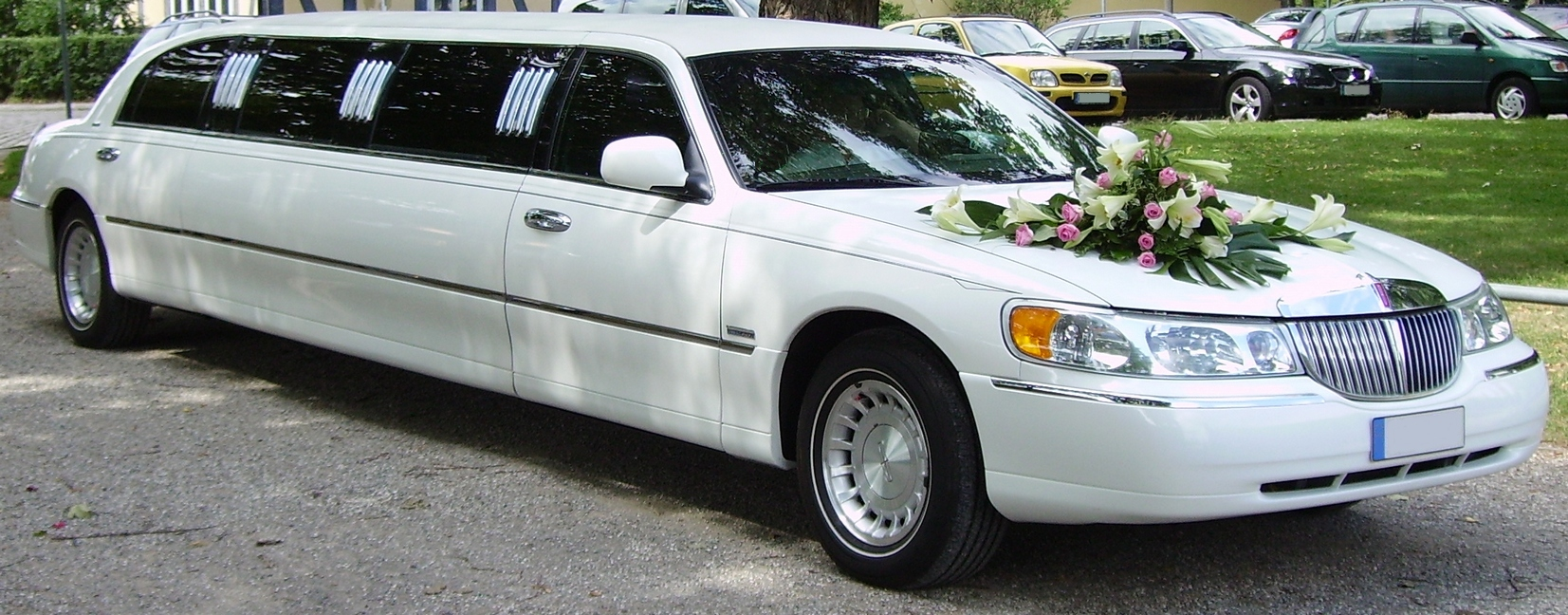
當成結婚車用的林肯加長禮車

加长轿车通常指加长的豪华汽车，早先主要是白色或黑色的（现在也有粉红色或蓝色的）。通常配备专职司机，代表着主人的显赫。
有些加长轿车為個人所有，但較多是屬於政府專車，用來運送政治人物。也有許多大型公司用此種轎車來搭載客戶或主管。大多數的加长轿车則是租車公司的財產。
英語中的limousine源自法國利穆赞（Limousin）地區牧羊人常穿的帶有帽兜的斗篷。

## 历史
加长型轿车是豪华轿车的加长版。超长的框架以及轴距使后排有超大的空间，于是便加了一排背对驾驶位的座位。这一排座位在不用的时候可以拆下来。这样算起来，一共可以乘下7位乘客。
然而这种座位罗列方式现在越来越少见。一些新款豪华轿车，不再采用这类方案，如迈巴赫62、奥迪A8L、BMW 760li、Lincoln Town Car L版、凯迪拉克DTS，因为加长型轿车通常承载超过3位乘客（司机除外）。这种车辆如果归私人拥有，多半会设置昂贵的音频设备、电视机、影碟机，以及吧台和冰箱。
改变分离底盘的作用，比改变承重单元车体的作用更容易理解。就因为这样，选择了转化到加长型豪华轿车的就是林肯Town Car，Panther平台是最后的几个用分离承重底盘的型号之一。 然而最近设计师们的几款新型号是建立在SUV的基础上，有着分离承重底盘，这包括了悍馬 H2、H3系列。

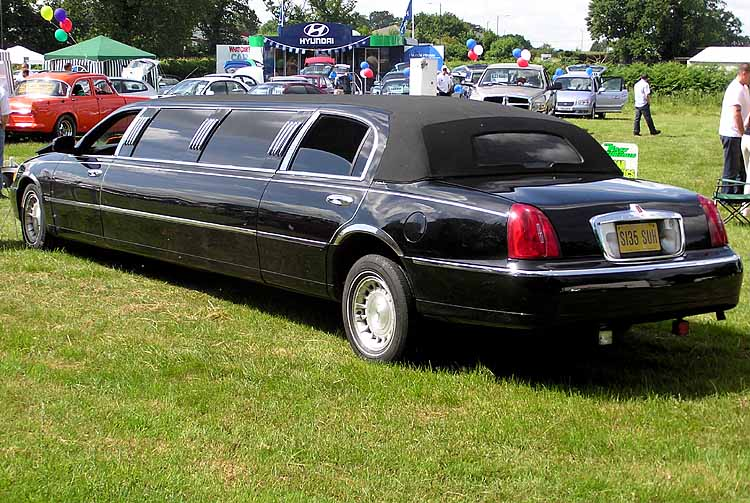
英国布里斯托尔车展上的一辆黑色林肯Town Car加长型豪华轿车

## 类型
典型的豪华轿车通常在驾驶位和乘客区之间配备隔层。这块隔离层一般装了块滑行玻璃窗（有的还隔音），如此一来，乘客之间的对话就不会被司机听到。

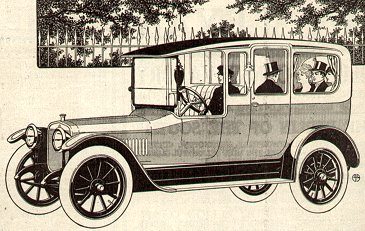
1915年Winton Six Limousine。请注意，司机是在一个跟乘客区隔离开的空间里，这是个豪华轿车的特色功能。

### 外来的加长轿车
有时设计师会开发“顶级”加长型轿车，添加点稍微不切实际但贴合顶级设计的设施。典型的代表：为支撑装满水的浴盆而配备的双重后轴。

汽车设计师也会为豪华轿车和SUV开发升级配件。已经有好几家品牌提供了这种广阔的升级性，包括奥迪、賓利、BMW、凯迪拉克、克莱斯勒、福特、霍顿、悍马、英菲尼迪、捷豹、凌志、林肯、賓士、劳斯莱斯。在美国，最负有盛名的加长型豪华轿车是以下几款：Lincoln Town Car, Cadillac DTS, Hummer H2、Lincoln Navigator。有些加长型轿车的内部空间甚至大到可以容纳10位乘客。
多数汽车设计师居住在欧美，多数迎合着豪华汽车公司。少数这类车也提供出租。一般来说买辆可承载6人的林肯Town Car大概需要花费85,000美元（2006年行情），这同时也由车上的附加设施多寡所决定。车上也有类似装甲、防弹玻璃等保护装备可以提供。

## 用途
配备专职司机的豪华轿车常见于以下场景：团体展示、机场交通、葬礼、婚礼、舞会、学术会议、生日庆祝、城市游览、购物、spa、游览夜景、出入娱乐场所、假日派对、假日简略游览、跨城旅游等。

### 商用加长轿车
- Holden Statesman
- Lincoln Town Car
- Mitsubishi Dignity
- Nissan President
- Toyota Century

### 其他加长轿车
- ZIL